# Jason Ruder
Jason Ruder ist ein US-amerikanischer Tontechniker.

## Leben
Jason Ruder begann mit 14 Jahren Schlagzeug zu spielen. Er spielte bis zum College in diversen Bands aus den Genres Rock, Jazz, Blues und Punk, aber auch im Orchester. Schließlich studierte er Mechanik und Physik an der Purdue University in West Lafayette, Indiana. Nach dem Studium spezialisierte er sich auf Musikproduktion und die technischen Aspekte derselben. Mitte der 1990er ließ er sich in Los Angeles nieder, wo er zusammen mit Mark Mancina arbeitete und sich vor allem auf den Tonschnitt konzentrierte.
Er arbeitet als Tontechniker im Tonschnitt für 2Pop Music bei Warner Bros. Entertainment. Unter anderem arbeitete er als Lead Music Editor am Film La La Land. Des Weiteren arbeitete er unter anderem an Dreamgirls (2006) und Straight Outta Compton (2015). Insgesamt hat er an über 70 Filmen mitgewirkt.
Ruder war zusammen mit Tom Ozanich, Dean A. Zupancic und Steven A. Morrow bei der Oscarverleihung 2019 für A Star Is Born in der Kategorie Bester Ton nominiert. Eine weitere Nominierung erhielt er 2024 für den Film Maestro.